# Roburent
Roburent (AFI: /robuˈrɛnt/, Arburent in piemontese; dal 1940 al 1952 Roburento) è un comune italiano di 498 abitanti della provincia di Cuneo in Piemonte.

## Geografia fisica
Situato a circa 800 metri di altitudine, il territorio comunale di Roburent si estende a cavallo delle valli Corsaglia e Casotto e faceva parte della comunità montana Valli Monregalesi. Il capoluogo è costituito da otto borgate storiche quali Piazza (situata più alto), la Montà, lo Scarrone, Roà dei Garie, Roà dei Savi, Roà dei Mozzi, Sant'Antonio e Codevilla (situata più in basso).
Fanno altresì parte del territorio le frazioni di Pra di Roburent e San Giacomo di Roburent, e la località dei Cardini, queste ultime apprezzate e conosciute località sciistiche. Nel territorio di Roburent è compreso il monte Alpet (1611 metri) e poco sotto la cima Colmè (1297 metri) raggiungibile dalla nuova seggiovia.

## Origini del nome
Per quanto concerne il toponimo, non ci sono certezze circa l'origine. La tesi maggiormente accreditata è quella secondo cui l'abitato prenderebbe il nome dal torrente che solca la valle: il Roburentello; tesi avvalorata peraltro da un documento notarile datato 1118.
Si presume che il nome originario fosse Rivo Bruzenti e che si sia lentamente evoluto in Rivuo Bruzenti, quindi in Rivuobrugente, Rivobruzzente, Rioburente fino all'attuale Roburent.

## Storia

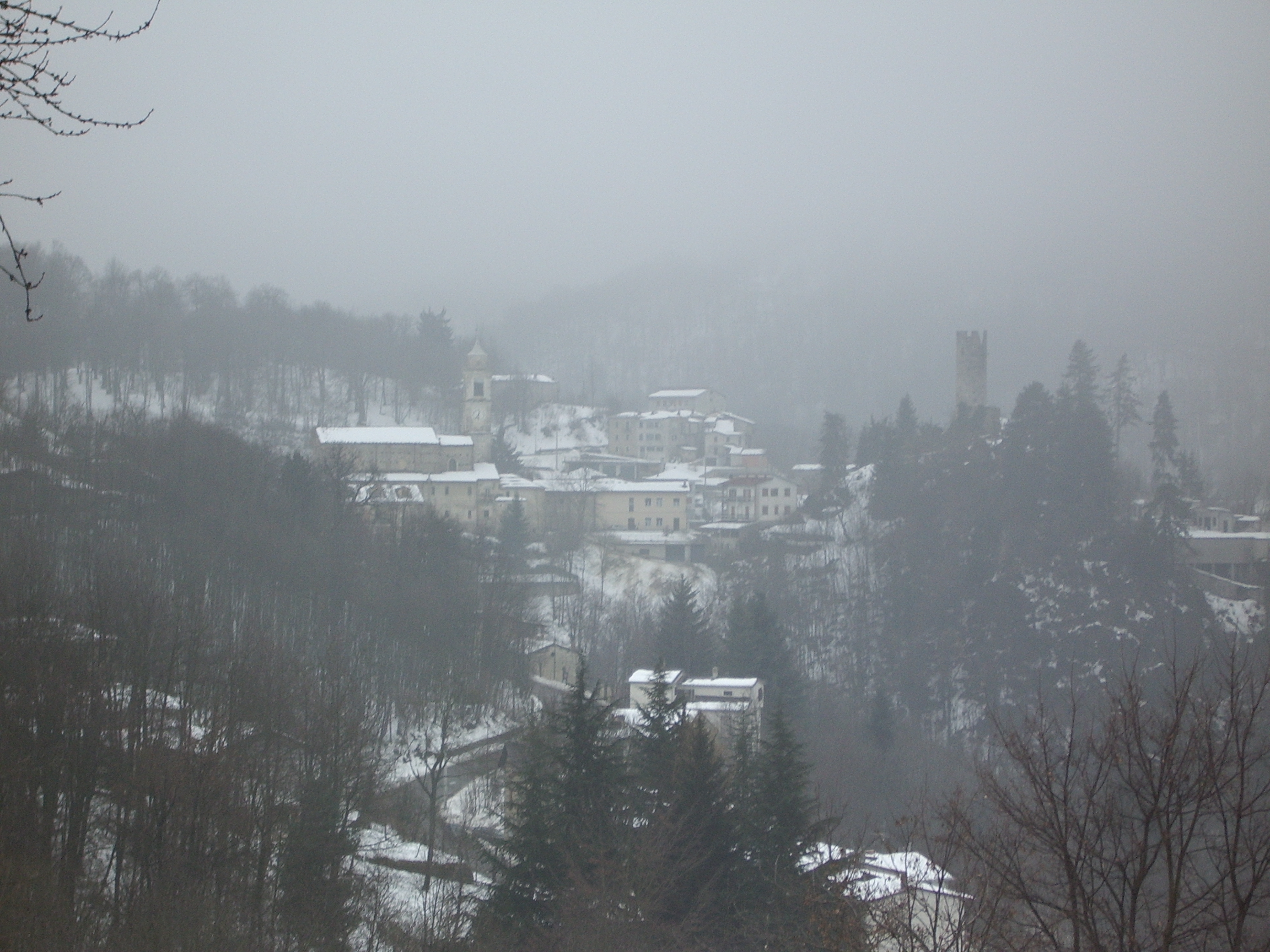
Panorama invernale di Roburent

I territori del roburentese sembrano essere abitati fin dai tempi preistorici quando si insediarono su queste montagne alcune popolazioni dedite alla pastorizia, adoratrici del sole e del tuono; si presume fossero simili alle comunità della Valle delle Meraviglie. Questa tesi è stata formulata dall'archeologo Janigro D'Acquino in seguito ad alcuni studi che condusse sui megaliti del Monregalese che portarono al ritrovamento sull'Alpe Robert (sita sul confine meridionale del comune di Roburent) di alcuni altari in pietra.
Durante l'epoca romana il territorio roburentese era attraversato dalla Via Sonia o Savinia che costituiva un importante collegamento tra il mare (Albenga) e la pianura (Augusta Bagiennorum) passando per Garessio. Lungo questa strada si insediarono alcune popolazione di Liguri montani e di Ingauni.
Per le frequenti incursioni dei Saraceni, poco dopo l'anno 1000 o comunque nell'XI secolo, a Roburent venne costruito un castello del quale si può tuttora ammirare un torrione di guardia nel centro del paese, denominata "la Saracena" e simbolo comunale, e una parte del muro di cinta.
Il prezioso e sfruttabile territorio boschivo del feudo di Roburent, di proprietà del vescovo di Asti, fu al centro di contese tra Mondovì e la stessa proprietà fino al 1419 quando il comune divenne parte del territorio dei Savoia che ne mantennero a lungo il possesso.
Localmente questo feudo ebbe dei Signori, lo stesso ceppo familiare anche di Montaldo, vedasi i rarissimi documenti di quegli anni, nonché alcune pubblicazioni storiche, ma l'importanza e il potere di questa famiglia andò a mano a mano scemando. Così il luogo venne infeudato a varie altre famiglie, Della Torre, poi i Bonardo Mongarda, indi i Musso e per finire i Cordero (che quindi si chiamarono di Roburent).
Nel XVII secolo i roburentesi furono coinvolti, se pur in minima parte rispetto alle località vicine, nella guerra del sale; i maggiori devastamenti li subì invece l'odierna frazione di Pra di Roburent con incendi e distruzioni di buona parte del paese. Nel periodo napoleonico (1794), va ricordata la strenua quanto vana resistenza degli abitanti, accampati in un campo trincerato sul monte Savino, contro le truppe francesi stanziate presso l'Alpe Robert.
Nel 1940 il nome del comune venne italianizzato in Roburento; nel 1952 riprese il nome originale.

### Simboli
Stemma
Gonfalone
Lo stemma e il gonfalone sono stati concessi con decreto del presidente della Repubblica del 16 marzo 1976.

## Monumenti e luoghi d'interesse

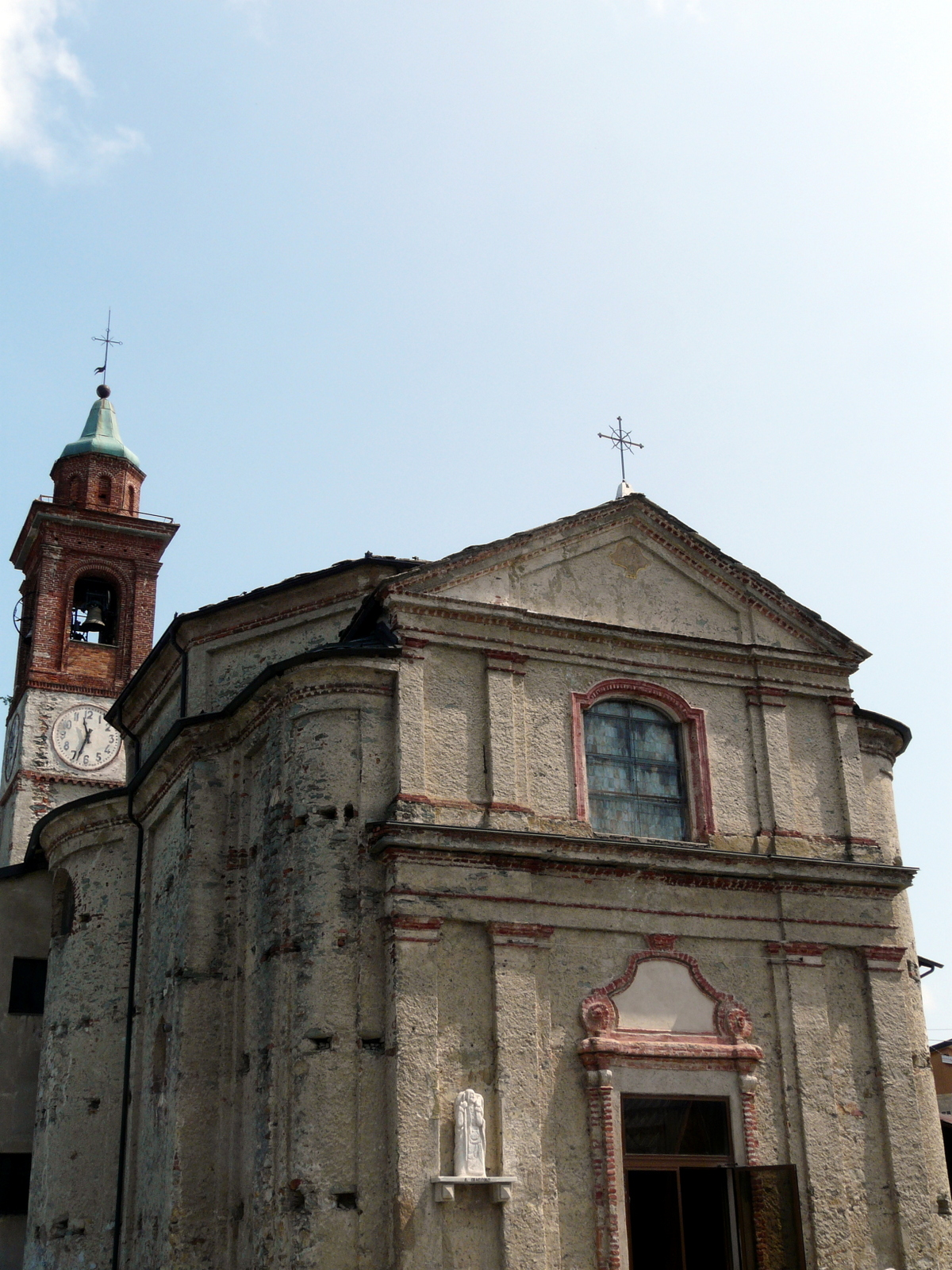
La chiesa di San Giacomo nella frazione omonima

### Architetture religiose
- Chiesa parrocchiale di San Siro nel capoluogo, edificata su progetto dell'architetto Francesco Gallo.
- Chiesa della Madonna della Neve nel capoluogo.
- Chiesa parrocchiale della Santissima Trinità nella frazione di Pra di Roburent.
- Chiesa parrocchiale di San Giacomo nella frazione di San Giacomo di Roburent. L'attuale edificio religioso, in puro stile barocco piemontese, fu costruito nel 1735 su disegno dell'architetto Francesco Gallo. Anticamente, sul luogo dell'odierna chiesa, era presente un pilone votivo verso l'apostolo Giacomo.
- Chiesetta di San Matteo presso la località dei Cardini.

### Architetture militari
- Resti del torrione d'avvistamento, costruito assieme al locale castello a Roburent nell'XI secolo per scongiurare le frequenti incursioni dei Saraceni, e alcuni tratti delle mura di cinta.

### Architetture civili
- Chiave d'arco (1420), che sovrasta il portale di ingresso della casa Vallepiano, in borgata Gariè.

### Aree naturali
Parte del territorio comunale è compreso nella zona speciale di conservazione "Faggete di Pamparato, Tana del Forno, Grotta delle Turbiglie e Grotte di Bossea" (IT1160026).

## Società

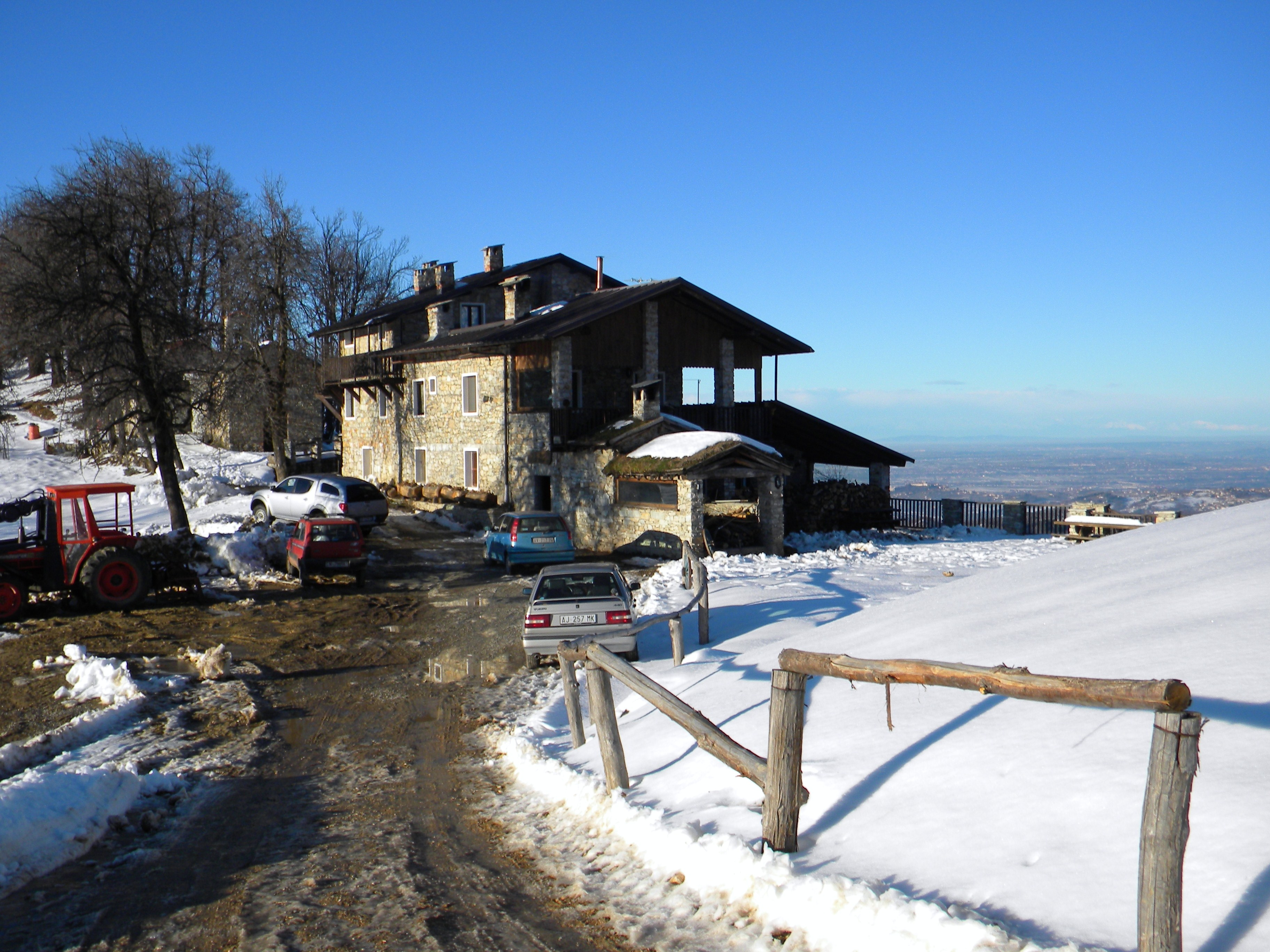
Il Rifugio la Maddalena sulle alture al confine fra Montaldo di Mondovì e Roburent

### Evoluzione demografica
Abitanti censiti

## Cultura

### Eventi
Dall'anno 2007 vi è in esposizione permanente una caratteristica rappresentazione della Nascita di Gesù realizzata con le miniature delle case di Roburent, opera di Galleano Giacomino.

## Economia

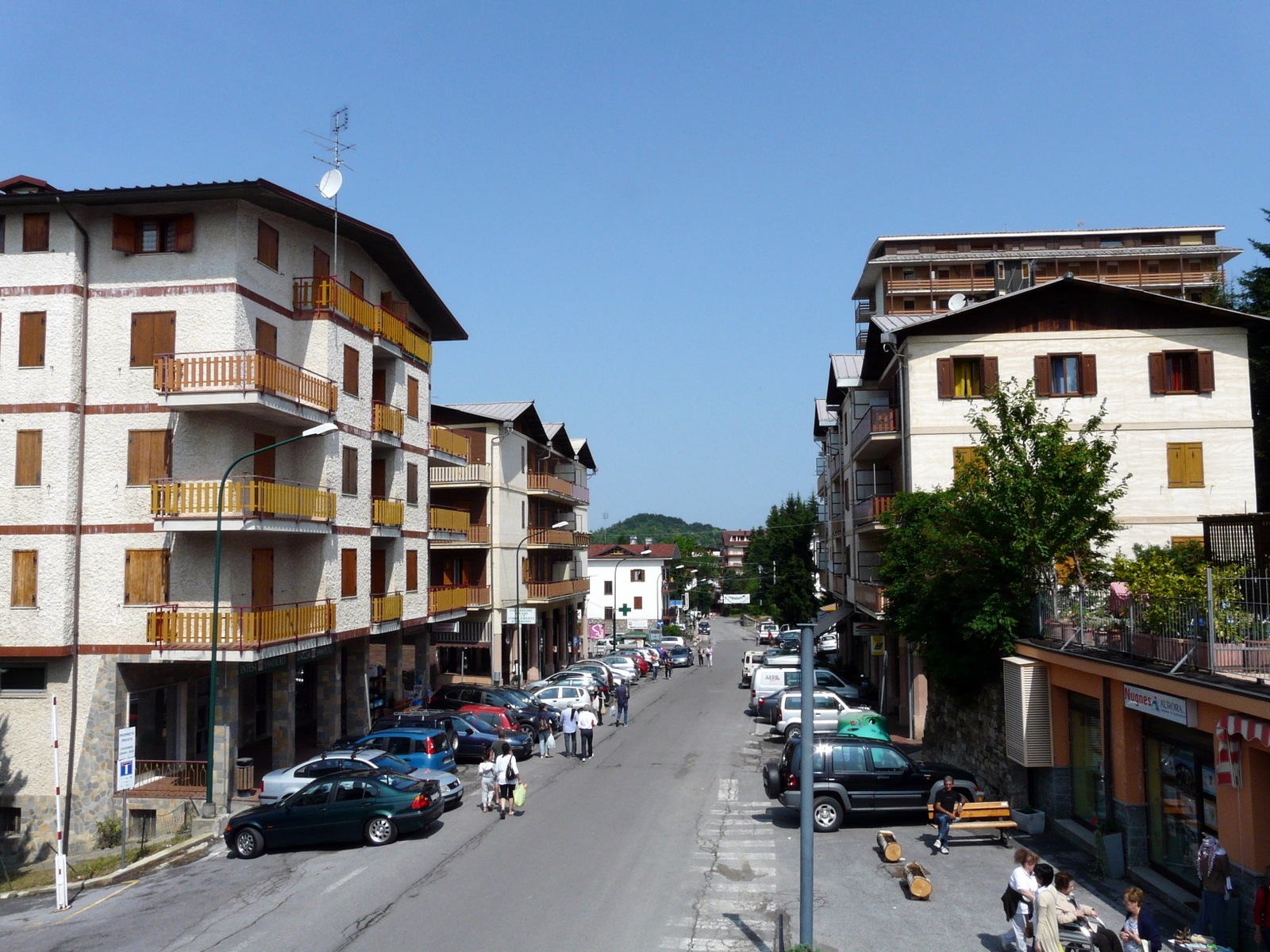
Panorama della frazione di San Giacomo di Roburent

Attualmente il paese è poco popolato e basa la propria economia eminentemente sul turismo, fiorente soprattutto a San Giacomo di Roburent (frazione a 4 km dal capoluogo) dove sono anche presenti stazioni sciistiche sia di discesa sia di fondo.

## Amministrazione
| Periodo         | Periodo           | Primo cittadino           | Partito                              | Carica         | Note   |
| --------------- | ----------------- | ------------------------- | ------------------------------------ | -------------- | ------ |
| 23 aprile 1995  | 13 giugno 1999    | Alfonsino Rinverdi Canova | lista civica                         | Sindaco        |        |
| 13 giugno 1999  | 12 giugno 2004    | Alfonsino Rinverdi Canova | lista civica                         | Sindaco        |        |
| 12 giugno 2004  | 8 giugno 2009     | Bruno Vallepiano          | Con noi (lista civica)               | Sindaco        |        |
| 8 giugno 2009   | 26 maggio 2014    | Bruno Vallepiano          | Con noi (lista civica)               | Sindaco        |        |
| 26 maggio 2014  | 12 aprile 2016    | Bruno Vallepiano          | Con noi (lista civica)               | Sindaco        | [ 10 ] |
| 23 giugno 2016  | 11 giugno 2017    | Marinella Rancurello      |                                      | Comm. straord. |        |
| 11 giugno 2017  | 2 novembre 2018   | Fabrizio Nugnes           | Amici della Montagna (lista civica)  | Sindaco        | [ 10 ] |
| 22 gennaio 2019 | 27 maggio 2019    | Francesco D'Angelo        |                                      | Comm. straord. |        |
| 27 maggio 2019  | 11 settembre 2023 | Giulia Negri              | Sviluppo & Territorio (lista civica) | Sindaco        | [ 11 ] |
| 16 ottobre 2023 | 10 giugno 2024    | Francesco D'Angelo        |                                      | Comm. straord. |        |
| 10 giugno 2024  | in carica         | Emiliano Negro            | Patto per Roburent (lista civica)    | Sindaco        |        |

### Altre informazioni amministrative
Roburent faceva parte della Comunità montana Alto Tanaro Cebano Monregalese.

## Sport

### Ciclismo
| Anno | Tappa | Partenza                | km  | Vincitore di tappa | Maglia rosa       |
| ---- | ----- | ----------------------- | --- | ------------------ | ----------------- |
| 1977 | 12ª   | Santa Margherita Ligure | 160 | Wilmo Francioni    | Michel Pollentier |